# Хадж Хайяма
«Хадж Хайя́ма» — философская повесть Мориса Симашко, посвящённая жизни Омара Хайяма.
В творчестве Симашко фигура Хайяма занимает особое место. Великий математик, астроном и поэт родился в Иране, но много времени прожил в Средней Азии; Морису Симашко было близко его мировоззрение, и в то же время он имел возможность воссоздать атмосферу, в которой много веков назад жил и творил Омар Хайям.
Симашко делает Омара Хайяма героем двух своих произведений: сначала — повести «Хадж Хайяма», в которой рассказывается о жизненном пути учёного и его творческих поисках; затем — романа «Искупление дабира», в котором Омар Хайям не является центральной фигурой, но выступает в роли мудрого и гуманного наблюдателя. Некоторые места в повести «Хадж Хайяма» и в романе «Искупление дабира» — в тех эпизодах, в которых действие происходит в Мерве — совпадают полностью или частично.

## Сюжет
На склоне лет учёный, поэт и царедворец Омар Хайям понимает, что его чрезмерно либеральный образ мыслей угрожает ему серьезными репрессиями, так как новый султан Санджар из династии Сельджуков не склонен прощать ему то, на что закрывали глаза его предшественники. В стране разгораются гонения на мудрецов и поиски еретиков. Чтобы отвести от себя беду, подозреваемый в безбожии Хайям решает предпринять паломничество в Мекку. В Мерве, резиденции нового султана, он укладывает вещи в дорогу, опасаясь в то же время, что его не выпустят из города. Он вспоминает и обдумывает свою жизнь, одновременно вновь и вновь возвращаясь мыслями к личности пророка Мухаммеда. Для него, вольнодумца и рационалиста, Пророк оставался загадкой всю жизнь, как и его учение, воплощенное в Коране, который Хайям знает на память от первой до последней страницы.
Размышления Хайяма — попытки сопоставить учение Пророка и окружающий мир. Еще маленьким мальчиком он понял, что законы, по которым живет этот мир, сильно отличается от призывов к праведности и благонравию, изложенных в Коране. Хайям понял это в тот день, когда увидел черно-красного муравья, ползущего по желтому стеблю — он становится символом реального мира. Это был день, в который сосед-шейх, рассчитывая отнять у отца Хайяма сад с розовыми кустами, донес на него властям о его участии в заговоре против султана.
Несправедливость, случившаяся с его семьей, глубоко потрясла мальчика Омара. Отнятый сад навсегда остался в распоряжении шейха, а в школе на него, как сына брошенного в темницу преступника, натравил одноклассников злой и хитрый Садык. Друг Омара, честный и добрый Бабур, не пытался его защитить и лишь украдкой выразил свое сочувствие. С тех пор Садык и Бабур становятся для Хайяма символами двух извечных сил — зла, соединенного с демагогией, и добра, слишком слабого для сопротивления. Множество врагов и друзей словно воплощаются в этих двух персонажах из его далекого детства.
Омар Хайям становится взрослым, приобретает известность и уважение, добивается больших высот в научных изысканиях. Он начинает писать рубаи — сначала четверостишия становятся для него убежищем от воинствующего невежества поборников благочестия, затем он осознаёт, насколько серьезный ущерб острое слово и мягкий сарказм способны нанести врагам свободомыслия.
Хайям знакомится с танцовщицей Рей из общины гябров, которая сперва отдаётся ему как обычному клиенту, но становится его возлюбленной и верной подругой. В его глазах Рей предстаёт прекрасным и чистым существом, достойным почти трепетного поклонения. Свои научные занятия Хайям легко совмещает с веселой жизнью, к восторгу уже постаревшего Бабура и других друзей. Для него, ученого, это тоже становится способом борьбы против ханжества и демагогии.
В то же время Хайяма тянет и к богословию. Попытка объяснить то, во что принято лишь верить, уводит его все дальше от ортодоксального понимания учения Мухаммеда. Хайям видит Пророка сперва вдохновенным старцем, затем циничным и расчетливым прагматиком, и наконец — живым человеком, честным идеалистом, поставившим целью изменить и облагородить мир.
В размышлениях Хайяма красно-черный муравей — символ реального, естественного мира — противопоставляется камню, символу догмы, которой всю жизнь спекулировали люди, подобные Садыку. Бог живой, настоящий и всезнающий, противостоит в его душе каменному богу, выдуманному людьми, именем которого совершаются несправедливости и преступления. Собираясь в свой хадж, Хайям задается вопросом: идет ли он поклоняться Аллаху — или только камню в Мекке? И какие чувства вкладывают в это поклонение остальные паломники?
На рассвете Хайям покидает своё жилище и отправляется в путь. Он с облегчением осознает, что никто не собирался его задерживать, и скрытый страх мало-помалу рассеивается. На дороге он встречает простых людей, ночует в их семьях, вникает в их тревоги и заботы. Мало-помалу он понимает замысел Пророка, предписавшего каждому мусульманину совершить хадж — дабы «вырвать человека из паутины повседневности, дать ему увидеть мир со стороны». Хайям проходит по городам, где проходили его детство и юность. В Нишапуре он посещает дом, где провел свою юность, встречает престарелого шейха, превратившегося в жалкую развалину. В Исфахане он появляется в тех местах, где жила его подруга Рей, но видит лишь следы стоянки гябров, изгнанных местными блюстителями нравов.
В Мекке к Хайяму приходит последнее озарение, и он окончательно утверждается в мысли о том, каким на самом деле был Пророк, чего он добивался и чего хотел для людей, которых вел за собой.
На обратном пути Хайям, заслуживший своим хаджем неприкосновенность со стороны властей, неожиданно сталкивается в пустыне с грубыми и жестокими крестоносцами. Но после того, как европейцы гибнут в короткой схватке с отрядом мусульманских всадников, Хайям подбирает ребёнка, которого вез с собой один из рыцарей, и уносит его с собой. Мудрец и безбожник возвращается из Мекки в согласии с самим собой и ощущением, что к концу жизни он наконец понял Пророка.